# Gornja Zleginja
Gornja Zleginja (cyr. Горња Злегиња) – wieś w Serbii, w okręgu rasińskim, w gminie Aleksandrovac. W 2011 roku liczyła 403 mieszkańców.